# Сент-Патрикс Атлетик
«Сент-Патрикс Атлетик» (Ирл. Cumann Peile Lúthchleas Phádraig Naofa) — ирландский футбольный клуб, который базируется в городе Дублин. Был образован в 1929 году.
Восьмикратный чемпион Ирландии, трёхкратный обладатель Кубка Ирландии, обладатель Суперкубка Ирландии. Сейчас клуб играет в Премьер Дивизионе. Команда проводит домашние матчи на стадионе «Ричмонд Парк». Клубные цвета: красный и белый.

## Ультрас
Друзьями считаются фанаты клубов «Ганновер 96», «Равенна», «Шеффилд Юнайтед».

## Достижения
Чемпион Ирландии
- Чемпион (8): 1951/52, 1954/55, 1955/56, 1989/90, 1995/96, 1997/98, 1998/99, 2013

Обладатель Кубка Ирландии
- Обладатель (4): 1958/59, 1960/61, 2014, 2023

Суперкубок Ирландии
- Обладатель: 1999

Кубок Лиги
- Обладатель (4): 2000/01, 2003, 2015, 2016

Кубок Президента Ирландии
- Обладатель: 2014

Трофей Ирландской лиги
- Обладатель: 1959/60

Кубок Дублина
- Обладатель (3): 1953/54, 1955/56, 1975/76

## Выступление в еврокубках
По состоянию на июнь 2016.
| Соревнование                                 | Матчей | В  | Н | П  | МЗ | МП |
| -------------------------------------------- | ------ | -- | - | -- | -- | -- |
| Кубок европейских чемпионов / Лига чемпионов | 8      | 0  | 3 | 5  | 2  | 23 |
| Кубок ярмарок / Кубок УЕФА / Лига Европы     | 36     | 9  | 6 | 21 | 35 | 62 |
| Кубок обладателей кубков                     | 2      | 0  | 0 | 2  | 1  | 8  |
| Кубок Интертото                              | 4      | 2  | 0 | 2  | 6  | 6  |
| Всего                                        | 50     | 11 | 9 | 30 | 44 | 99 |